# Scotorepens
Scotorepens is een geslacht van vleermuizen uit de familie der gladneuzen (Vespertilionidae) dat voorkomt in Australië en op Timor en Nieuw-Guinea. Dit geslacht werd vroeger als een ondergeslacht van Nycticeius gezien, maar is daar mogelijk niet nauw aan verwant. Deze kleine gladneuzen hebben korte oren, een brede, onbehaarde bek en slechts twee bovensnijtanden.
Dit geslacht omvat, naast een onbeschreven soort uit de grensregio van Queensland en New South Wales, de volgende vier soorten
- Scotorepens balstoni (binnenlanden van Australië)
- Scotorepens greyii (Noord- en Midden-Australië)
- Scotorepens orion (Zuidoost-Australië)
- Scotorepens sanborni (Timor, Zuidoost-Nieuw-Guinea en Noord-Australië)

De onbeschreven soort lijkt op S. orion, maar is iets kleiner en heeft een voorarmlengte die minder dan twee en een half keer zo groot is als de tibialengte, anders dan bij S. orion. Het dier leeft in grasland en bos bij de kust op de grens tussen Queensland en New South Wales.